# Черапкин, Иосиф Григорьевич
Иосиф Григорьевич Черапкин (мокш. Осе Черапонь; 15 ноября 1884, Старые Верхиссы, ныне Республика Мордовия — 18 марта 1935) — мокшанский просветитель, педагог и лингвист.

## Биография
Во время русско-японской войны Черепкин был призван в Российскую императорскую армию. В 1906 году окончил учительскую семинарию и работал учителем в своей сельской школе. За деятельность по популяризации школьного образования на мокшанском языке был сослан в Сибирь. Вернулся из ссылки в 1912 году и поступил в Московский университет, где изучал историю и филологию. Он жил в Бельгии, Франции и Германии и вернулся домой в 1915 году. Он приветствовал Октябрьскую революцию 1917 года и вступил в ряды Красной Армии во время Гражданской войны.
Большевистская коренизация (национализация) была направлена на дерусификацию. Правительство создало в России национальные автономии и республики со своим правительством. Они поддерживали меньшинства, и даже этнические русские, работавшие в указанных правительствах, были обязаны изучать местный язык и культуру конкретной советской республики или автономии. При коммунистах Черапкин опять коснулись репрессии. Так как все партии и политическая деятельность были запрещены в Советской России, он в 1921 году был арестован как подозреваемый сторонник «эсеров». Однако вскоре был освобождён, так как его вина не была доказана. 
Черапкин познакомился с Макаром Евсевьевым и испытал его влияние. Он описал мокшанские диалекты и разделил их на 3 группы: спасские, краснослободско-темниковские и инсарские диалекты. За основу мокшанского литературного языка был выбран краснослободско-темниковский диалект. Он завершил работу над грамматикой и описал фонетику, морфологию и синтаксис. В 1924 году работал секретарем мокшанской газеты «Од веле», а в 1929 г. преподавал в Саратовском государственном университете, где познакомился с племянником известной в то время певицы народных песен мокшанки Ольги Ковалёвой — перспективным биологом Дмитрием Ковалёвым. В 1931 году начал работать в Саранском комвузе (ныне Мордовский государственный университет), Саранском пединституте (ныне Мордовский государственный педагогический институт имени М. Е. Евсевьева) и НИИ мордовской культуры (ныне Мордовский НИИ языка, литературы и экономики).

### Расшифровка средневековой мокшанской письменности
Черапкин был первым, кто определил средневековую мокшанскую письменность греческим унциальным шрифтом в 1929 году.

### Известные работы и смерть
Его первый мокшанско-русский словарь с грамматикой был издан в 1931 году. Он использовал правдоподобные неологизмы (например, мокшанские термины для обозначения частей речи, общественно-политические термины и т. д.) и подготовил первые школьные учебники на мокшанском литературном языке, которые были изданы в 1933—1934 гг.
Он умер в 1935 году. После окончания курса коренизации к 1938 г. все книги, журналы и газеты на мокшанском языке были изъяты из библиотек. Некоторые книги, журналы и рукописи на мокшанском и других финно-угорских языках были оцифрованы в XXI веке и доступны в Национальной библиотеке Финляндии.

## Переводы
- Интернационалсь (The Internationale by Eugène Pottier)// Валда ян (Bright Way), monthly journal. 1928, No 3(4), May. p.18 (in Moksha)
- Максим Горький. Тядясь (Maxim Gorky. Mother)/ Колхозонь эряф (Kolkhoz life) journal, 1933 (in Moksha)